# Пинейвеем
Пинейве́ем — река на Дальнем Востоке России. Протекает по территории Чаунского района Чукотского автономного округа. Длина реки — 45 км.
Название в переводе с чукот. Пиӈӈэйвээм — «река снежной горы», — по сопке на правой стороне реки.
Берёт истоки с северо-восточных склонов горы Ыльвэней, протекает по территории Чаунской низменности в меридиональном направлении, впадает в Ыттыккульвеем справа в 5 км от его впадения в Восточно-Сибирское море. Берега реки с правой стороны обрывистые, слева заболочены.
Притоки: Овражный, Боковой, Кочкарный, и несколько безымянных.
В верховьях реку пересекает автодорога Бараниха — Певек.